# 平井一家
十一代目平井一家本部事務所位於愛知縣豊橋市仁連木町152-3的設置，日本的指定暴力團之一・六代目山口組的2次團體。正式成員約150人。

## 略年表
- 江戶時代末期 在「雲風」為四股名（相撲職名）活動的平井亀吉廢業後，組成的賭博組織。
- 1962年5月「愛豊親和會」賭徒組織在愛知縣三河地方組成。為平井中心組織。
- 1971年愛豊親和會改稱「東三睦會」。
- 1972年東三睦會改稱「愛豊同志會」。
- 1979年愛豊同志會與中京浅野會、鐵心會共組「運命共同會」。
- 1980年運命共同會 中京浅野會與瀨戶一家俠神會 岩本組對立。
- 1983年6月 中京浅野會與岩本組的對立，發展成「中京戰争」的衝突事件。
- 1983年7月26日 總裁・河澄政照拜訪瀨戶一家八代目總裁・小林金次宅，會談和解事宜，遭俠神會系 田畑組員槍殺。
- 1984年6月9日 達成和解成、中京戰争終結（日後、小林金次退休）。
- 愛豊同志會改稱「政心同志會」、由藤川卓夫就任會長。
- 1985年4月20日 政心同志會系組員槍殺小林金次。
- 藤川断指再度和解、中京戰争才完全終結。
- 1986年愛知縣的運命共同會、瀨戶一家、稻葉地一家、導友會、平野家一家5團體共組親睦組織「中京五社會」。
- 1991年1月  運命共同會與第五代山口組弘道會的對抗，導致「中京五社會」的消滅。
- 1991年3月25日 十代目總裁・岸上剛史加入五代目山口組（組長・渡邊芳則）。
- 2004年6月 篠原組組長・篠原國雄被平井一家宣告破門。
- 2005年9月5日  岸上剛史就任六代目山口組幹部（組長付）。
- 2009年11月5日 十代目岸上剛史肝病逝世[1]。同月，薄葉政嘉繼承平井一家十一代目總裁、並升格為六代目山口組直參。
- 2019年11月 薄葉政嘉總裁由六代目山口組幹部升格「若頭補佐」，進入總部執行部。

## 歷代總裁
- 初代目：平井亀吉
- 二代目：原田常吉
- 三代目：清水善吉
- 四代目：富安伊作
- 五代目：小川浅蔵
- 六代目：久保田文一
- 七代目：判治玉吉
- 八代目：河澄政照（愛豊同志會總裁）
- 九代目：藤川卓夫（政心同志會會長）
- 十代目：岸上剛史（六代目山口組幹部（組長付））
- 十一代目：薄葉政嘉（本名・薄葉暢洋。薄葉組組長）

## 最高幹部
- 總裁・薄葉政嘉（本名・薄葉暢洋。薄葉組組長、六代目山口組若頭補佐）
- 若頭・魅濃秀樹（七代目三虎組組長）
- 本部長・間部孝伸(十二代目森下組組長)

### 下部團體
薄葉組、六代目井上一家、大島組、山田英組、中嶋組、松島組、角野組、大森組、金子組、荒津組、柴田組、渥川組、梶谷組、間部組、野間組、夏目組、竹内組、井澤組、都築組、篠原組、小林組、山田組、松島（靜）組、中村組、田代組、牧野組、芳賀組、溝口組、柴田（秋）組、加藤組、畑山組、三虎組、宮本組、剛明會、水元組

## 資料來源
1. ↑  .   [2013-11-02]. （原始内容存档于2013-11-05）.